# شهرستان سامنر (کانزاس)
شهرستان سامنر، کانزاس (به انگلیسی: Sumner County, Kansas) یک سکونتگاه مسکونی در ایالات متحده آمریکا است که در کانزاس واقع شده‌است.